# Артем (фільм)
«Артем» — радянський двосерійний художній телефільм, знятий 1978 року на Одеській кіностудії на замовлення Держтелерадіо СРСР.
Прем'єрний показ відбувся 3-4 листопада 1978 року за Першою програмою ЦТ.

## Сюжет
Фільм-біографія про життя та діяльність революціонера-більшовика Ф. А. Сергєєва (1883—1921), відомого під партійним псевдонімом «Артем».
Події фільму відбуваються у період з 1905 по 1921 роки у Харкові.

## В ролях
В головній ролі:
- Іван Мацкевич — Федір Андрійович Сергєєв — «товариш Артем», російський революціонер (озвучив Ігор Єфімов)

В ролях:
- Лариса Лужина — Олександра Валер'янівна Мечникова
- Олексій Сафонов — Авілов
- Олег Видов — Віктор Данилович Холмянський
- Гелій Сисоєв — Каретников
- Михайло Погоржельський — генерал-губернатор Харкова
- Георгій Дрозд - Стаховський
- Євгеній Данчевський — Володимиров
- Володимир Волков — Олександр Самойленко (Сашко)
- Гіві Тохадзе — Гурам
- Микола Кузьмін — «Миронич», Володимир Миронович Скворцов
- Олег Корчиков — представник Центральної Ради, генеральний бунчужний
- Марина Поляк — Єлизавета Львівна Репельська, дружина Артема
- Людмила Герасименко — Ніна
- Євгеній Леонов-Гладишев — Руднєв

В епізодах:
- Юрій Мальцев — Дмитро
- Віктор Маляревич — Сіверс
- Сергій Простяков — Бесонов, поліцмейстер
- Олена Амінова — підпільниця
- Ігор Старков — підпільник
- Наталія Ващенко —  господиня квартири
- Андрій Градов — ад'ютант
- Олег Хроменков — офіцер
- Тамара Дмитренко — Катерина Пилипівна, господиня квартири
- Олександр Довготько — начальник в'язниці
- Володимир Жариков  — агент охранки
- Рудольф Мухін — агент охранки
- Віктор Шульгін — генерал-майор
- Ігор Класс — комісар Тимчасового уряду
- Володимир Гузар — представник фракції Бунда
- Микола Лавров — Абаковський, винахідник
- Наталія Васаженко — Маша, сестра Лізи
- Іван Жигилій — Стецюк, начальник контррозвідки, полковник
- Володимир Осляк — Філіппов
- Олександр Хількевич — Тарасич, сторож редакції
- Валерій Басель — представник солдатів
- Олександр Яковлєв — делегат від робочих
- Гаррі Бардін — учасник мітингу

## Знімальна група
- Режисер — Микола Кошелєв, Валентин Морозов
- Сценаристи — Євгенія Рудих, Ігор Мінутко
- Оператор — Георгій Козельков, Микола Луканьов
- Композитор — Олександр Мнацаканян
- Художник — Михайло Кац, Володимир Шинкевич